# 八大元老
八大元老（はちだいげんろう）は、1980年代から1990年代にかけて強い権力をふるった中国共産党の長老集団。八老（拼音：bā lǎo）とも呼ばれる。

## 概要
1982年に設立された中央顧問委員会に属しながら表向きは引退した古参幹部8人が、党の最高指導部である中央政治局常務委員会（1987年11月時点での常務委員は、趙紫陽・李鵬・喬石・胡啓立・姚依林の5人）を凌ぐ権威を持っており、重要な決定は八大元老に委ねられることもあった。第二次天安門事件の武力行使、趙紫陽の総書記解任（解任理由の一つとして、訪中したソビエト連邦共産党書記長のミハイル・ゴルバチョフとの記者会見の際、鄧小平に最終決定権があると明かしたことが挙げられた）とその後任に江沢民を据える決定が彼らの意思によってなされた。当時、中国は「八老治国」と揶揄された。
1992年に中国共産党中央顧問委員会が廃止され、1997年に中国の最高実力者である鄧小平が死去すると、中国の長老の影響力は低下したとされる。
八大元老は全員が革命第一世代指導者でありながら文化大革命において走資派と見做されたために不遇を味わい、それを乗り越えたことが共通点にある。八大元老の子以降の世代の者の中には、太子党と呼ばれる集団の一員になっている者もいる。八大元老が健在だった時期に国務院総理・全国人民代表大会常務委員長などを歴任した李鵬は周恩来・鄧穎超夫妻の養子である。また2012年に中国共産党総書記に就任した習近平は八大元老の一人である習仲勲の子である。同じく2012年に失脚した薄熙来もまた、薄一波の子であり、太子党の有力者であった。

## 成員
成員は以下の通り。
- 鄧小平(1904年 - 1997年）　党中央軍事委員会主席（1981年 - 1989年）、党中央顧問委員会主任（1982年 - 1987年）
- 陳雲(1905年 - 1995年）　党中央規律検査委員会第一書記（1978年 - 1987年）、党中央顧問委員会主任（1987年 - 1992年）
- 彭真(1902年 - 1997年)　全国人民代表大会常務委員長（1983年 - 1988年）
- 楊尚昆（1907年 - 1998年)　中華人民共和国主席（1988年 - 1993年）
- 薄一波（1908年 - 2007年)　党中央顧問委員会副主任、薄熙来の父。
- 李先念(1909年 - 1992年）　中華人民共和国主席（1983年 - 1988年）、中国人民政治協商会議主席（1988年 - 1992年）
- 王震（1908年 - 1993年）　中華人民共和国副主席（1988年 - 1993年）、党中央顧問委員会副主任
- 鄧穎超（1904年 - 1992年）　中国人民政治協商会議主席（1983年 - 1988年）、周恩来の寡婦[注釈 1]。

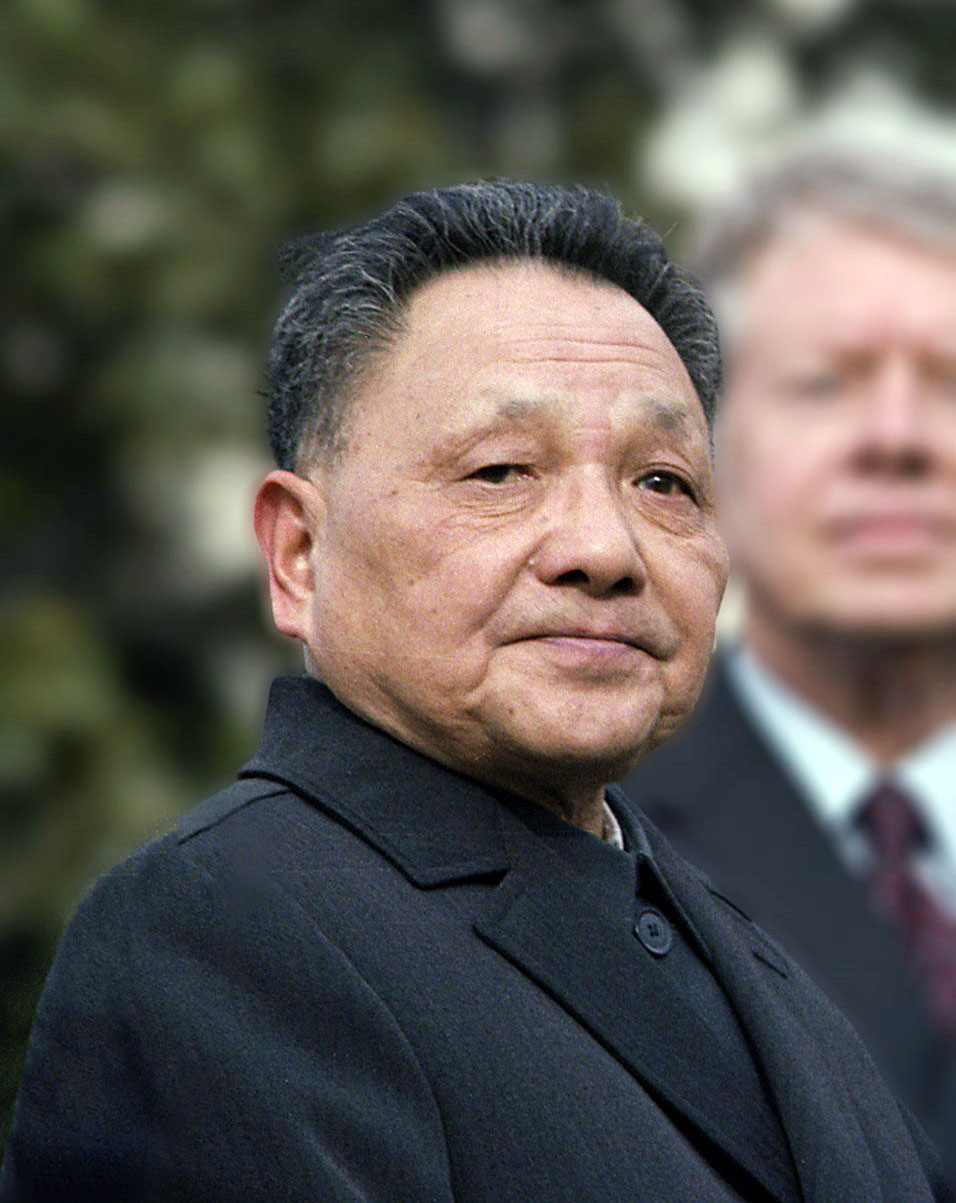
鄧小平
陳雲
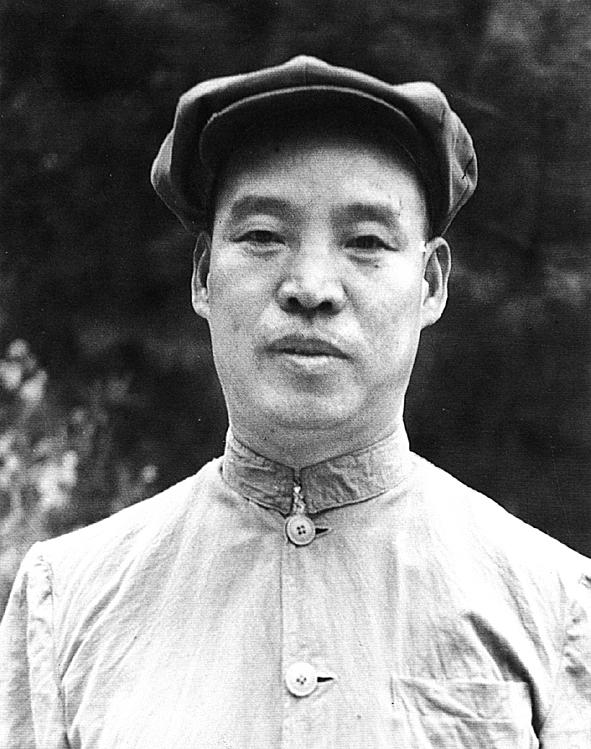
彭真
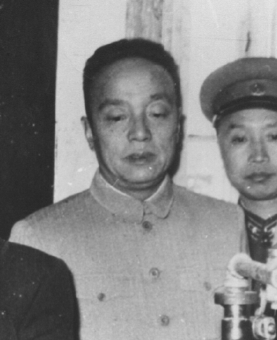
楊尚昆
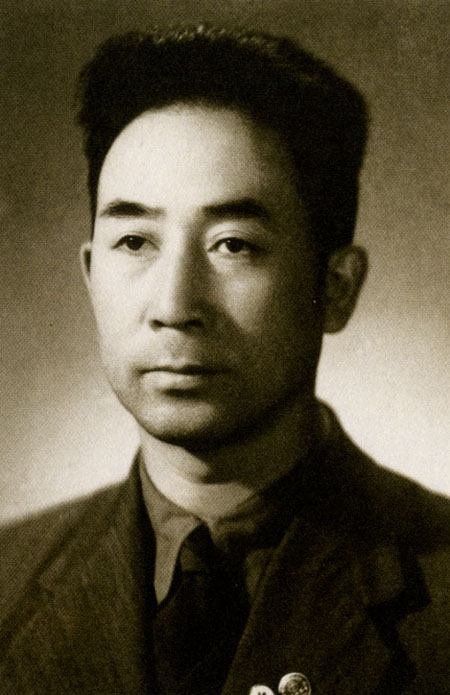
薄一波
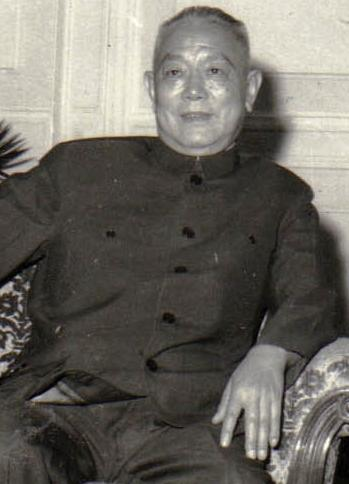
李先念
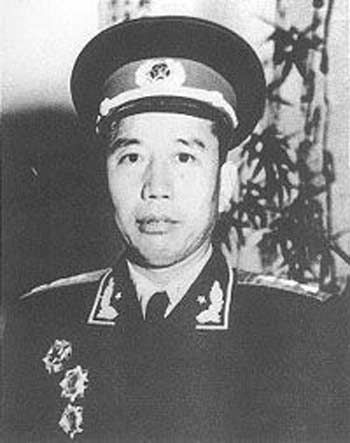
王震
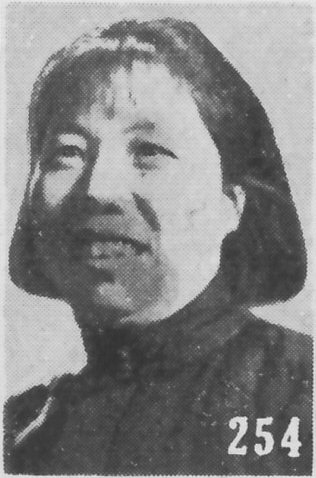
鄧穎超

後に李先念・王震・鄧穎超と入れ替わる形で、以下の3人が入った。
- 宋任窮（1909年 - 2005年）　中央顧問委員会副主任
- 万里（1916年 - 2015年）　全国人民代表大会常務委員長（1988年 - 1993年）
- 習仲勲（1913年 - 2002年）　元国務院副総理

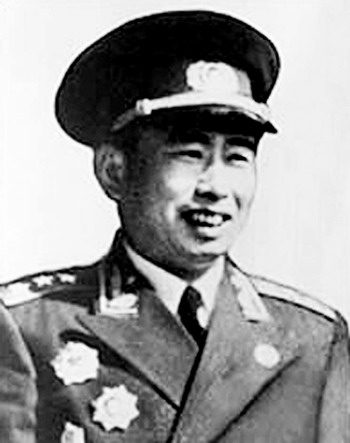
宋任窮
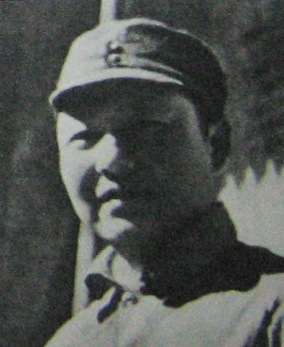
習仲勲

## その他
葉剣英は1978年から1983年まで全国人民代表大会常務委員長を務め、八大元老と同格の長老だが、1986年に死去しており八大元老のメンバーには数えられていない。